# بول زانتي
بول زانتي (بالإنجليزية: Paul Zanetti)‏ هو رسام كارتون أسترالي، ولد في 8 سبتمبر 1961 في ولونغونغ في أستراليا.